# Union Hall
Union Hall is een plaats (census-designated place) in de Amerikaanse staat Virginia, en valt bestuurlijk gezien onder Franklin County.

## Demografie
Bij de volkstelling in 2000 werd het aantal inwoners vastgesteld op 957.

## Geografie
Volgens het United States Census Bureau beslaat de plaats een oppervlakte van
46,6 km², waarvan 37,5 km² land en 9,1 km² water.

## Plaatsen in de nabije omgeving
De onderstaande figuur toont nabijgelegen plaatsen in een straal van 28 km rond Union Hall.